# Türkler Geliyor
Türkler Geliyor ist ein türkischer Spielfilm des Regisseurs Kamil Aydın aus dem Jahr 2020. Der Film wurde von Bozdağ Film produziert.

## Handlung
Nach der Eroberung Konstantinopels richtet Sultan Mehmed II. seinen Blick auf Rom. Der serbische König Lazar versucht jedoch, diesen Vormarsch zu stoppen. Die Eliteeinheit der Akıncılar wird entsandt, um Lazars Pläne zu durchkreuzen und den osmanischen Einfluss in Europa zu festigen.

## Produktion
Der Film wurde von Mehmet Bozdağ produziert, der auch für Serien wie Diriliş: Ertuğrul und Kuruluş Osman bekannt ist. Die Regie führte Kamil Aydın. Die Hauptrollen sind mit Emre Kıvılcım, Levent Özdilek, Ece Çeşmioğlu, Ebru Özkan und Serdar Gökhan besetzt.
Der Film feierte seine Premiere in den türkischen Kinos am 17. Januar 2020. In Deutschland erfolgte der Kinostart am 23. Januar 2020.